# Olimp Riga
HK Olimp Riga je klub ledního hokeje z hlavního lotyšského města Rigy. Je účastníkem nejvyšší soutěže Latvijas hokeja līga. Klub byl založen v roce 2018.

## Historie
Lotyšské hokejové ligy se účastní od sezóny 2019/2020, a v této první ale pro covid nedohrané sezóně byl tým krátce před koncem základní části na 6. místě z 8 týmů. V sezóně 2020/2021 se tým umístil na 2. místě po základní části, a po výhře nad vítězem základní části HK Zemgale 4:0 na zápasy ve finále playoff se stal poprvé vítězem. V sezóně 2021/2022 se tým umístil na 4. místě po základní části, a po prohře s HK Zemgale 0:4 na zápasy ve finále playoff se klub stal více mistrem.

## Úspěchy
Latvijas hokeja līga - 1.místo (2021), 2.místo (2022)